# Hypogastrura campbelli
Hypogastrura campbelli är en urinsektsart som beskrevs av Womersley 1930. Hypogastrura campbelli ingår i släktet Hypogastrura och familjen Hypogastruridae. Inga underarter finns listade i Catalogue of Life.